# Rhys Britton
Rhys Britton (Pontypridd, 13 maggio 1999) è un pistard e ciclista su strada britannico che corre per il team Saint Piran. Vanta un argento e un bronzo mondiali, respettivamente nello scratch e nell'inseguimento a squadre. Ha inoltre vinto due medaglie di bronzo europee di inseguimento a squadre, nel 2021 e 2022.

## Palmarès

### Pista
- 2016

Campionati europei, Americana Junior (con Matthew Walls)
- 2017

Campionati britannici, Americana Junior (con Jake Stewart)
- 2018

Campionati britannici, Inseguimento a squadre (con Ethan Hayter, Jake Stewart, Matthew Walls e Fred Wright)
- 2019

Campionati britannici, Corsa a punti
Campionati britannici, Americana (con Fred Wright)
Grenchen, Scratch
Grenchen, Americana (con Samuel Watson)
- 2020

Campionati britannici, Corsa a punti
Campionati britannici, Scratch
Trofeu Literio Augusto Marques, Corsa a punti
Trofeu Literio Augusto Marques, Americana (con Ethan Vernon)
Trofeu Literio Augusto Marques, Omnium
- 2021

Campionati europei, Americana Under-23 (con William Tidball)
- 2022

2ª prova Coppa delle Nazioni, Scratch (Milton)
- 2023

South London GP Americana (con William Perrett)
South London GP, Omnium
Campionati britannici, Omnium
GP Budapest, Corsa a punti
- 2024

Coppa delle Nazioni, Inseguimento a squadre (Adelaide, con Joshua Charlton, Joshua Tarling, Charlie Tanfield e William Tidball)
- 2025

Cymruvelo Track Cup, Corsa a eliminazione

### Strada
- 2017 (Juniores, una vittoria)

2ª tappa, 2ª semitappa Internationale Juniorendriedaagse (Sluiskil > Sluiskil)

## Piazzamenti

### Competizioni mondiali
- Campionati del mondo su pista

Aigle 2016 - Inseguimento a squadre Junior: 3º
Aigle 2016 - Inseguimento individuale Junior: 9º
Roubaix 2021 - Scratch: 3º
St. Quentin-en-Yv. 2022 - Scratch: 14º
Ballerup 2024 - Inseguimento a squadre: 2º

### Competizioni europee
- Campionati europei su pista

Montichiari 2016 - Scratch Junior: 6º
Montichiari 2016 - Americana Junior: vincitore
Anadia 2017 - Inseguimento individuale Junior: 3º
Anadia 2017 - Inseguimento a squadre Junior: 2º
Anadia 2017 - Americana Junior: 3º
Aigle 2018 - Chilometro Under-23: 8º
Gand 2019 - Inseguimento a squadre Under-23: 5º
Gand 2019 - Corsa a punti Under-23: 11º
Apeldoorn 2021 - Inseguimento a squadre Under-23: 2º
Apeldoorn 2021 - Omnium Under-23: 4º
Apeldoorn 2021 - Americana Under-23: vincitore
Grenchen 2021 - Inseguimento a squadre: 3º
Grenchen 2021 - Scratch: 15º
Grenchen 2021 - Americana: 8º
Monaco di Baviera 2022 - Inseguimento a squadre: 3º
Monaco di Baviera 2022 - Scratch: 12º
Heusden-Zolder 2025 - Inseguimento a squadre: 2º
- Campionati europei su strada

Plouay 2020 - In linea Under-23: 16º